# Гейл Форман
Гейл Форман (на английски: Gayle Forman) е американска писателка, авторка на бестселъри в жанровете юношеска литература и любовен роман.

## Биография и творчество
Гейл Форман е родена на 5 юни 1970 г. в Лос Анджелис, Калифорния, САЩ. След гимназията започва да пътува и работи различни работи, вкл. чиновник, камериерка и цветарка. После започва да учи медицина, за да работи за „Лекари без граници“, но изкарва само 2 семестъра. Насочва се към журналистиката и се дипломира.
Започва кариерата си като журналист в списание „Seventeen“ със статии фокусирани върху младите хора, гражданските конфликти и социалните проблеми. По-късно става журналист на свободна практика за издания като списанията „Детайли“, „Джейн“, „Блясък“, „Нейшън“, „Ел“ и „Космополитън“.
Омъжва се за Ник Тъкър, библиотекар. Имат 2 дъщери, родна и осиновена.
През 2002 г., тя и съпругът ѝ, предприемат едногодишно околосветско пътешествие, където се среща с разнообразни личности – травестити в Тонга, пънкари в Казахстан, оригинални хип-хоп изпълнители в Танзания, и много други. От него тя събира богат опит и информация, която и служи за основа за първата ѝ книга-пътепис „You Can't Get There from Here: A Year On the Fringes of a Shrinking World“ издадена през 2005 г.
По време на пътешествието взема решение за започне да пише книга за тийнейджъри. Първата ѝ книга, юношеския роман „Sisters in Sanity“ е публикувана през 2007 г. Основа за нея става статия, която е писала за списание „Seventeen“.
През 2009 г. е издаден първия ѝ роман „Да остана ли?“ от поредицата „Ако остана“. В него главна героиня е 17-годишната Миа, която преживява трагична автомобилна катастрофа и лежи в кома напълно наясно с това, което се случва около нея и всичко, което посетителите ѝ казват и правят. Тя трябва да направи избора си дали напусне света и любовта си с Адам. Книгата печели редица награди. През 2014 г. е екранизирана в успешния едноименен филм с участието на Клоуи Грейс Морец, Мирейли Енос и Джейми Блейкли.
През 2011 г. е публикувано продължението „Къде беше?“, в което историята за отношенията на героите след инцидента е разказана от гледна точка на Адам.
През 2013 г. е издаден първият ѝ роман „Just One Day“ от поредицата „Само за един ден“. Главна героиня в него е Алисън Хейли, която в следдипломното си пътешествие се среща с пътуващия актьор Вилем и отива с него в Париж, в един ден на риск, романтика, освобождение и интимност, преобразяващи живота ѝ. През 2013 г. е публикувано продължението „Just One Year“, в което историята е проследена от гледната точка на Вилем.
Произведенията на писателката имат лек стил, впечатляващи сюжети и достоверност на образите.
Гейл Форман живее със семейството си в Бруклин, Ню Йорк.

## Произведения

### Самостоятелни романи
- Sisters in Sanity (2007)
- I Was Here (2015)
Аз бях тук, изд.: ИК „Колибри“, София (2015), прев. Надежда Розова, ISBN 978-619-150-524-1
- Leave Me (2016)
- I Have Lost My Way (2018)
Изгубих пътя, изд.: „Егмонт“, София (2018), ISBN 978-954-27-2183-3

### Серия „Да остана ли?“ (If I Stay)
1. If I Stay (2009)
Да остана ли?, изд.: ИК „Колибри“, София (2012), прев. Надежда Розова, ISBN 978-954-529-990-2
2. Where She Went (2011)
Къде беше?, изд.: ИК „Колибри“, София (2013), прев. Надежда Розова, ISBN 978-619-150-031-4

### Серия „Само за един ден“ (Just One Day)
1. Just One Day (2013)
2. Just One Year (2013)
3. Just One Night (2014) – новела епилог

### Сборници
- Summer days & summer nights (2016) – с Вероника Рот, Касандра Клеър, Дженифър Е. Смит, Лий Бардуго, Лев Гросман, Стефани Пъркинс, Либа Брей, Франческа Лия Блок, Джон Сковрон, Нина Лакур и Тим Федерле
“Какво, по дяволите, си направила, Софи Рот?“ в „Летни дни и летни нощи : 12 любовни истории“, изд.: „Сиела“, София (2016), прев. Деница Райкова

### Документалистика
- You Can't Get There from Here: A Year On the Fringes of a Shrinking World (2005) – пътепис и мемоари

### Екранизации
- 2014 Ако остана, If I Stay – по романа